# Balatonudvari
Balatonudvari je vesnice a letovisko v Maďarsku v župě Veszprém, spadající pod okres Balatonfüred. Nachází se u břehu Balatonu, asi 7 km jihozápadně od Balatonfüredu. V roce 2015 zde žilo 301 obyvatel, z nichž jsou 83,6 % Maďaři, 2,1 % Němci a 0,3 % Rumuni.
Sousedními vesnicemi jsou Balatonakali, Örvényes a Vászoly.